# Ульянченко, Вера Ивановна
Ве́ра Ива́новна Улья́нченко (укр. Віра Іванівна Ульянченко; род. 1 февраля 1958, Озеряны, Бобровицкий район Черниговской области) — украинский филолог и педагог, политик.
Член украинской партии «Наша Украина». Народный депутат Украины 4 созыва (2005—2006). Глава Киевской областной государственной администрации (16 июня 2006 — 20 мая 2009). Руководитель Секретариата президента Украины (19 мая 2009  — 24 февраля 2010).

## Биография
«Я есть и буду человеком из команды Ющенко» (В. И. Ульянченко).
Окончила филологический факультет Киевского национального университета им. Т. Шевченко (1980).
В 1980—1981 годах — преподаватель украинского языка и литературы профтехучилища № 4 (Киев)
В 1981—1987 годах на комсомольской работе. С 1987 года — депутат Радянского райсовета г. Киева, заместитель председателя Радянского райисполкома. С 1990 года — работала в Радянском райкоме КПУ, затем — в аппарате Верховной рады, Кабинета министров и Администрации Президента Украины.
С 1993 года — сотрудник представительства судоходной компании «Бласко» в Киеве. С 1994 по 1999 год жила в Лос-Анджелесе (США). С 1999 года — начальник отдела информационного и организационного обеспечения связей с государственными органами и предприятиями «Укрсоюзсервиса».
В 2000—2001 годах помощник премьер-министра Украины В. А. Ющенко. В 2002—2005 годах заведующая секретариатом депутатской фракции «Наша Украина» в Верховной Раде Украины.
С 16 июня 2006 по 20 мая 2009 года — глава Киевской областной государственной администрации. С 19 мая 2009 по 24 февраля 2010 года — руководитель Секретариата Президента Украины.
На парламентских выборах 2014 года являлась первым номером Всеукраинского аграрного объединения «Заступ».
1 июля 2015 года Генпрокуратура Украины предъявила Ульянченко обвинения в незаконной передаче охотничьих угодий «Сухолучье» в Киевской области тогдашнему премьер-министру Украины Виктору Януковичу по статье 191 УК Украины («Присвоение, растрата имущества или завладение им путём злоупотребления служебным положением»).
14 сентября 2015 года СБУ объявила в розыск бывшего председателя Киевской областной государственной администрации, экс-главу секретариата Президента Украины Веру Ульянченко. Информация о розыске обнародована на сайте Министерства внутренних дел Украины в разделе «лица, скрывающиеся от органов прокуратуры». Экс-губернатор подозревается в совершении преступления, предусмотренного ч.5 ст.191 Уголовного кодекса Украины (присвоение, растрата или завладение имуществом путём злоупотребления служебным положением). Указано, что мера пресечения к подозреваемой не избиралась.
Но уже 15 сентября 2015 года с сайта МВД Украины исчезло сообщение о том, что Служба безопасности Украины объявила в розыск бывшего председателя Киевской областной государственной администрации Веру Ульянченко. Теперь при поиске в разделе «Лица, скрывающиеся от органов прокуратуры» по фамилии «Ульянченко» нет никаких результатов.

## Семья
Муж — Виктор Ивченко:
- Во времена президента Ющенко — руководитель новосозданного «Государственного агентства по инвестициям и инновациям»[7].
- Во времена президента Януковича, при формировании «правительства Николая Азарова» — занял должность заместителя Министра образования и науки Украины Дмитрия Табачника .

## Карьера
В. Ульянченко наиболее известна по двум эпизодам своей трудовой деятельности:
- «В девяностые годы XX века Ульянченко была генеральным представителем государственной судоходной компании „Бласко“ в Киеве. Вскоре руководитель компании Павел Кудюкин был осуждён за разворовывание имущества компании, а Ульянченко на несколько лет (1994—1999) выехала в США»[8].
- Во время правления президента Ющенко (2005—2010) — В. Ульянченко считалась «доверенным секретарём президента» и занимала высокие посты: губернатор Киевской области; руководитель Секретариата Президента Украины.

## Награды
- Орден княгини Ольги III степени (1 февраля 2008)[9].
- Командор ордена Заслуг перед Республикой Польша (7 сентября 2009, Польша)[10].